# Imre László (gépészmérnök)
Imre László (Apátfalva, 1929. augusztus 4. – Budapest, 2019. július 12.) Akadémiai Díjas gépészmérnök, a Budapesti Műszaki Egyetem Energetika Tanszékének professor emeritusa, 2010-ig a Magyar Tudományos Akadémia energetikai bizottsága megújuló energetikai technológiák albizottságának elnöke. A Magyar Napenergia Társaság tiszteletbeli elnöke.

## Életrajza
1947 és 1951 között a Budapesti Műszaki Egyetemen tanult, majd a Pattantyús-Ábrahám Géza akadémikus professzor vezetése alatt álló Vízgépek Tanszék (ma: Hidrodinamikai Rendszerek Tanszék) tanársegédjeként maradt az egyetemen. Oktatói tevékenységét a Hő– és Rendszertechnikai Intézetben folytatta, ahol igazgatóhelyettes lett, majd az Energiagazdálkodási Tudományos Egyesületben, az Építőipari Tudományos Egyesület, a Magyar Tudományos Akadémia különböző bizottságaiban dolgozott, és az International Solar Energy Society magyar tagozatának elnöke volt.
1987 és 1999 között egyetemi tanár, 1999-től professor emeritus.

## Műveinek válogatott jegyzéke[6]
- IMRE László: Az emberiség jövőbeni energiaellátása. Energiagazdálkodás Vol. 45. (2004) 6.
- IMRE László: Nagyteljesítményű szoláris lucernaszárító. Plenáris előadás. Magyar Szárítási Szimpózium. Szeged 2003.
- IMRE László: A szélenergia hasznosítás újabb eredményei. Magyar Energetika Vol. XI. (2003. február) 1. sz. 13.
- IMRE László– BITAI, András – MEZEY, Zoltán: ‘Combined Photovoltaic–Thermal System’. World Renewable Energy Congress VII. 2002.
- IMRE László: A szilárdsavas és a fémbázisú tüzelőanyag-cellák fejlesztése. Elektrotechnika Vol. 95. (2002) 4. sz. 125.
- IMRE László: A vékony-rétegű fotovillamos cellák fejlesztése. Elektrotechnika Vol. 94. (2001) 11.sz. 364.
- IMRE László: Meglepő energetikai megoldások. Energiafogyasztók Lapja. 2001. 1. sz. p.18.
- IMRE László: Elosztott, decentralizált energiatermelési programok és rendszerek. Energiafogyasztók Lapja 2001. 2. sz. 17.
- IMRE László: A fotovillamos energetika újabb eredményei és bővülő alkalmazási területe. Magyar Energetika VIII. (2000) No. 3. 45.
- IMRE László: Emberiség és energia – gondolatok egy új korszak küszöbén. Magyar Energetika VIII. (2000) No. 2. 31. U.a., in: Energia Fogyasztók Lapja VIII. (2000.) No. 3.
- IMRE László: A megújuló energetika a Tanszék oktatásában és kapcsolat az iparral. BME Ipari Napok, Energetika Tanszék. Budapest 1999. 03. 4.
- IMRE, László–FARKAS, István: ‘Hungarian UNESCO Solar Participation Program’. ISES Solar World Congress. Jerusalem 1999, No.347.
- IMRE László: Középületek decentralizált energiaellátásának lehetőségei kisteljesítményű gázturbinák alkalmazásával. Magyar Épületgépészet Vol. XLVIII. (1999) No. 4. 6.
- IMRE László: A szoláris termikus rendszerek gazdaságosságának értékelése. Magyar Energetika VII. (1999) No. 2. 44.
- IMRE, László– BITAI, András: ‘Combined Solar Photovoltaic-Thermal System’. GÉPÉSZET'98, Proceedings of First Conference on Mechanical Engineering, Vol. 2. (1998) 638.
- IMRE, László – FARKAS, István: ‘Hungarian Participation Program in the UNESCO World Solar Summit Process.’ Proceedings of the Second International ISES Europe Solar Congress Portoroz, Slovenia, September 14-17, 1998. I.3.13.1–5.
- IMRE László (et al.): Energia-takarékos szárító és aszaló berendezés. Használati Mintaoltalom. Magyar Szabadalmi Hivatal, 9437/801. Bej.: Fiorentini-Hungary Kft. Budapest.
- IMRE László: Napenergia Világkongresszus Budapesten. Energia Hírek XI. (1993) 3. sz.
- IMRE, László– BITAI, András – FARKAS, István – KABOLDY, Eszter , PÁLFY, Miklós – ZÖLD, András (Ed. by): Harmony with nature. Proceedings of the International Solar Energy Society (ISES) Solar World Congress. Magyar Napenergia Társaság. Budapest 1993.
- IMRE, László: ‘Energy and Environment, Importance of Environment Friendly Energy Technologies’ (Lecture) European Parliament, Meeting of the Committee on Energy, Research and Technology. Roma, 1992.
- IMRE, László – BITAI, András – HORVÁTH, Csaba – NIEDERMAYER, P. – BÁNHIDY, László: ‘Concepcion of a Third Generation Thermal Manekin’. Paper 06. Proceedings of the 2nd European Conference on Architecture. Paris 1989. 46.
- IMRE László – BITAI, András – HORVÁTH, Csaba – BÁNHIDY, László – PAMMER, Zoltán: ‘Thermal Analysis of Human Body-Clothing Environment System’. International Journal for Numerical Methods in Engineering Vol.25. (1988) No. 47. 357–371.
- IMRE László – FÁBRI, László – GÉMES, László – HECKER, Gerhardt: ‘Solar Assisted Dryers for Seeds’ Proceedings of the IDS'88. Ed. by M.A. ROQUES and A. S. MUJUMDAR. Vol. I. OP. 39. Versailles 1988.
- IMRE László: ‘Solar Drying’. Forum of Renewable Energy Sources. University of Reading, Reading, 1987.
- IMRE László: ‘Solar Drying’ Chapter 11. Handbook of Industrial Drying. Ed. by A.S. MUJUMDAR. Marcel Decker, Inc. 1987.
- IMRE, László – BITAI, András – HORVÁTH, Csaba – SZENTGYÖRGYI, Sándor – BÁNHIDY, László: ‘Thermal Analysis of Human Body-Clothing, Environment System’. Proceedings of the 5th International Conference on Numerical Methods in Thermal Problems. Montreal. Ed. R.W. LEWIS, K. MORGAN, W.G. HABASHI. Pineridge Press, Swansea, 1987.Vol. I. 657–668.
- IMRE László: Hőáram hálózatos módszerek. Végesdifferencia és végeselem módszerek. Gépészeti Rendszertechnika, Szerk. Szabó, Imre. Műszaki Könyvkiadó, Budapest, 1986.
- IMRE László – CSÉNYI Pál – JAGASICS Zoltán – BITAI András – ZÖLD András: Számítógépes programrendszer épületek termikus szimulálására. Energia és Atomtechnika XXXVIII. (1985) 123.
- IMRE László: ‘Aspects of Solar Drying’ Proceedings of the 4th International Drying Symposium. Ed. by R. TOCI and A. S. MUJUMDAR. Kyoto 1984. 43.
- IMRE László. Hőátvitel összetett szerkezetekben. Akadémiai Kiadó, Budapest 1983.
- IMRE László (Szerk.): Villamosgépek és eszközök melegedése és hűtése. Műszaki Könyvkiadó, Budapest, 1982.
- IMRE, László – KISS, László István – MOLNÁR, Károly: ‘Complex Energy Aspects of Solar Agricultural Drying Systems’ Proceedings of the 3rd International Drying Symposium. Ed. by J. Ashworth. Drying Res. Ltd. Wolverhampton 1982. Vol. l. 370–374.
- IMRE, László – JAGASICS, Zoltán – BARCZA, János: ‘Computer simulation of the transient warming of rotary electric machines’ Proceedings of the 2nd International Conference on Numerical Methods in Thermal Problems. Ed. by Lewis, R.W.; Morgan, K. and Schrefler, B.A., Vol. II. Venice, Pineridge Press, Swansea, 1981.
- IMRE, László – BITAI, András – CSÉNYI, Pál: ‘Parameter Sensitivity Investigations of the Warming of Oil-Transformers’ Numerical Methods in Thermal Problems. Proceedings of the International Conference. Ed. by R.W. Lewis and K. Morgan. Pineridge Press, Swansea 1979. 850. 899–909.
- IMRE, László – SZABÓ, Imre – BITAI, András: ‘Determination of the Steady State Temperature Field in Naturally Oil-Cooled Disc-Type Transformers’ Proceedings of the Sixth International Heat Transfer Conference Toronto. General Papers Vol.3. Hemisphere Publ. Corp. Washington 1978. 123–128.
- IMRE László: Transzformátor tekercsek állandósult hőmérséklet eloszlásának meghatározása hőáram hálózatos módszerrel. Elektrotechnika Vol. 70. (1977) 256.
- IMRE László– MÁTHÉ István: Elektronikus motorvédő szimulátorok. Elektrotechnika Vol. 68. (1974) 362.
- IMRE László: Szárítási kézikönyv. Budapest 1974.
- IMRE László: Műszaki alapismeretek. Műszaki Kiadó. Budapest 1972.
- IMRE László: Adszorpciós szárító klímák I. Élelmezési Ipar XXI (1967) 257.
- IMRE László: Adszorpciós szárító klímák II. Élelmezési Ipar XXI (1967) 298.
- IMRE László: ‘The measurement of equilibrium relativ humidity’. Part II. Periodica Polytechnica Vol. 8.(1964) No.3.
- IMRE László: ‘The measurement of equilibrium relativ humidity’. Part I. Periodica Polytechnica Vol. 8.(1964) No.2.
- IMRE László: A szalámi tartósítás szárítási, méret- és alakváltozási folyamatának analízise. Kandidátusi Értekezés Tézisei. MTA KESZ. Budapest 1964.
- IMRE László: Néhány elvi szempont a szorpciós izothermák felhasználásával kapcsolatosan. Élelmezési Ipar XVII. (1963) 7.
- IMRE László: Some drying technical aspects of salami production. Országos Húsipari Kutat Intézet. Budapest 1963.

## Egyetemi jegyzetei
- IMRE László: Erőgépek és munkagépek enciklopédiája. Tankönyvkiadó, Budapest 1952.
- IMRE László: Feladatok általános géptanból – 159 feladat, 90 szövegközi ábrával, 11 táblázattal. Budapesti Műszaki Egyetem. Villamosmérnöki Kar. Budapest 1958.
- IMRE László: A gépek üzeme. Budapesti Műszaki Egyetem. Budapest 19601961, 1962, 1964
- IMRE László: Feladatok általános géptanból. Budapesti Műszaki Egyetem. Budapest 1960.
- IMRE László: Műszaki alapismeretek. Felsőfokú villamosenergiaipari technikum hallgatói részére. Budapest (s.n.) 1964.
- IMRE László – SVÁB János: Gépészeti ismeretek 1. erősáramú villamosmérnök hallgatók részére. Tankönyvkiadó, Budapest 19651968
- IMRE László – SVÁB János: Gépészeti ismeretek 2. erősáramú villamosmérnök hallgatók részére. Tankönyvkiadó, Budapest 19651967, 1968
- IMRE László: Gépészeti ismeretek : folyamatok, gépek, berendezések elméleti alapjai és szabályozásukhoz szükséges üzemtani ismeretek : műszer- és szabályozástechnika szakos hallgatók számára. Tankönyvkiadó, Budapest 1965.
- IMRE László: Műszaki alapismeretek. Felsőfokú villamosenergiaipari technikum hallgatói részére. Pécs (s.n.) 19671968
- IMRE László – SVÁB János: Gépészeti ismeretek : folyamatok, gépek, berendezések elméleti alapjai és a szabályozásokhoz szükséges üzemtani ismeretek. Tankönyvkiadó, Budapest 1968.
- IMRE László: Műszaki alapismeretek. Budapest (s.n.) 1969
- IMRE László: Műszaki hőtan és áramlástan. Tankönyvkiadó, Budapest 19691975
- IMRE László: Gépek üzemtana. Tankönyvkiadó, Budapest 1972.
- IMRE László – SZABÓ Imre: Transzport folyamatok 1. Tankönyvkiadó, Budapest 1974.
- IMRE László – SZABÓ Imre: Transzport folyamatok 2. Tankönyvkiadó, Budapest 1974.
- IMRE László: Gépek üzemtana erősáramú villamosmérnök hallgatók számára. 4. utánny. Tankönyvkiadó, Budapest 1977. (Budapesti Műszaki Egyetem Villamosmérnöki Kar [jegyzetei])
- IMRE László: Hőátvitel elmélet és áramlástan erősáramú villamosmérnök hallgatók számára. Tankönyvkiadó, Budapest 19761978, 1981. (Budapesti Műszaki Egyetem Villamosmérnöki Kar [jegyzetei])
- IMRE László – BARCZA János (Szerk.): Villamos gépek és eszközök melegedése és hűtése. Budapest 1982.
- IMRE László: Hőátvitel összetett szerkezetekben. Akadémiai Kiadó. Budapest 1983.
- IMRE László: Gépek üzemtana. (7. kiadás) Tankönyvkiadó, Budapest 1984.
- IMRE László: Hőátvitel elmélet és áramlástan erősáramú villamosmérnök hallgatók számára. Tankönyvkiadó, Budapest 19875. (Budapesti Műszaki Egyetem Villamosmérnöki Kar [jegyzetei])
- IMRE László: Műszaki hőtan és áramlástan : Elektronikai technológia szakos villamosmérnök hallgatók számára. Tankönyvkiadó, Budapest 19872. (Budapesti Műszaki Egyetem Villamosmérnöki Kar [jegyzetei])
- IMRE László: Hőátvitel elmélet és áramlástan erősáramú villamosmérnök hallgatók számára. Tankönyvkiadó, Budapest 19927. (Budapesti Műszaki Egyetem Villamosmérnöki Kar [jegyzetei])
- IMRE László: Bevezetés az energiaforrások és rendszerek technológiájába.Veszprémi Egyetem. Mérnöki Kar. Veszprém 1995.
- IMRE László – PÁLFY Miklós – HORVÁTH Csaba: Fotovillamos áramellátó berendezések. Oktatási segédlet és gyakorlati útmutató napelemes berendezések készítéséhez. Magyar Napenergia Társaság. Budapest 2000. (Az EU által kiadott szabvány ‘ Universal technical standard for solar home systems Thermie B SUP 995-96, EC-DGXVII, 1998’ szövegének felhasználásával. UNESCO WSSP Magyar Részvételi Program)
- IMRE László– BITAI, András – HECKER, Gerhardt: Megújuló energiaforrások : felsőfokú oktatási segédlet. Budapesti Műszaki és Gazdaságtudományi Egyetem, Budapest 2000.

## Oktatói díjai, elismerései
- 1970 BME Rektori elismerés
- 1974 Oktatási Miniszteri Dicséret
- 1974 BME Villamosmérnöki Kar Jubileumi Elismerés
- 1977 Villamoskari hallgatók szavazatai alapján a Kar legjobb oktatója,Simonyi Károly mellett
- 1983 BME Rektori Dicséret, 1986 BME Kiváló Oktatója
- 1984 Akadémiai Díj
- 1988 Művelődési Minisztérium Kiváló Munkáért Kitüntetés
- 1998 BME Professor Emeritus oklevél
- 1991–2001 Oktatási Minisztérium Magyar Ösztöndíj Bizottság 10 éves Jubileumi Emlékérme

## Nemzetközi szervezeti tagságok 2010-ig
- International Energy Society ASES, Board Member
- UNESCO ISEEK Network, Focal Point Chairman
- UNESCO European Network on Solar Energy
- F.A.O. Regional Office for Europe
- Institution of Electrical and Electronic Engineers /IEEE/
- Planters Energy Network /PEN/, India
- WORLD RENEWABLE ENERGY NETWORK /WREN/.

## Hazai tudományos tagságok
- Magyar Napenergia Társaság
- MTA Energetikai Bizottság
- MTA Energetikai Bizottság Megújuló Energetikai Technológiák Albizottság
- MTA Hő- és Áramlástechnikai Bizottság
- MTA Vegyipari Gépészeti Albizottság
- MTA Doktori Tanács Energetikai Szakbizottság
- Magyar Ösztöndíj Tanács, Szakmai Bizottság
- OTKA Szakmai Zsűri
- FEFA Szakmai Zsűri
- Építéstudományi Egyesület
- Energiagazdálkodási Tudományos Egyesület
- Magyar Elektrotechnikai Egyesület